# نادي تريسين
نادي تريسن FC Triesen هو نادي كرة قدم ليختنشتاين يلعب في تريسن . وهو أحد الفرق السبعة الرسمية في البلاد، ويلعب النادي في الدوري السويسري لكرة القدم في 3 مواسم. الدوري الإسباني، وهو في المستوى السابع. ويشارك الفريق بشكل سنوي في بطولة كأس ليختنشتاين التي فاز بها الفريق 8 مرات في تاريخه. ويتولى تدريب الفريق حاليا اللاعب الدولي السابق لمنتخب ليختنشتاين رافائيل روهرر .

## البطولات
- بطولة ليختنشتاين لكرة القدم (ملغية حاليا)

الفائزون (3): 1934، 1935، 1937
- كأس ليختنشتاين

الفوز (8): 1946، 1947، 1948، 1950، 1951، 1965، 1972، 1975
الوصيف (10) : 1949، 1952، 1953، 1954، 1958، 1959، 1964، 1967، 1968، 1969

## الفريق الحالي
ملاحظة: تشير الأعلام إلى المنتخب الوطني على النحو المحدد في قواعد الأهلية للفيفا. قد يحمل اللاعبون أكثر من جنسية واحدة غير تابعة للفيفا.
| الرقم | البلد      | المركز | اللاعب             |
| ----- | ---------- | ------ | ------------------ |
| 1     | ليختنشتاين | حارس   | أندرياس كيندل      |
| 2     | البرتغال   | مدافع  | Hugo Ferreira      |
| 3     | كرواتيا    | مدافع  | Nikola Coric       |
| 4     | ليختنشتاين | مدافع  | Fabian Bargetze    |
| 5     | ليختنشتاين | وسط    | Patrick Bargetze   |
| 6     | ليختنشتاين | وسط    | Dominik Heeb       |
| 7     | ليختنشتاين | مهاجم  | Julien Hasler      |
| 8     | ليختنشتاين | مهاجم  | Fabian Hutter      |
| 9     | إيطاليا    | وسط    | Giacomo Pitaro     |
| 10    | ليختنشتاين | مهاجم  | Alessandro Büchel  |
| 11    | ليختنشتاين | مدافع  | Thomas Tschütscher |
| 12    | البرتغال   | حارس   | Diogo Cordeiro     |

| الرقم | البلد      | المركز | اللاعب             |
| ----- | ---------- | ------ | ------------------ |
| 13    | ليختنشتاين | مدافع  | Jonas Wolf         |
| 15    | ليختنشتاين | وسط    | Tobias Schierscher |
| 16    | ليختنشتاين | وسط    | Daniel Salzgeber   |
| 18    | ليختنشتاين | وسط    | André Arpagaus     |
| 19    | ألمانيا    | وسط    | Sebastian Faltin   |
| 20    | سويسرا     | وسط    | Barna Fenyvesi     |
| 21    | ليختنشتاين | وسط    | Steven Hercod      |
| 22    | ليختنشتاين | مدافع  | Sandro Mathis      |
| 23    | ليختنشتاين | وسط    | Laurin Kind        |
| 25    | سويسرا     | مدافع  | Adrian Schneider   |
| 26    | النمسا     | مهاجم  | Batuhan Toplu      |

## وصلات خارجية
- الموقع الرسمي
- الكأس على uefa.com
- الكأس على soccerway.com